# 한국외국어대학교

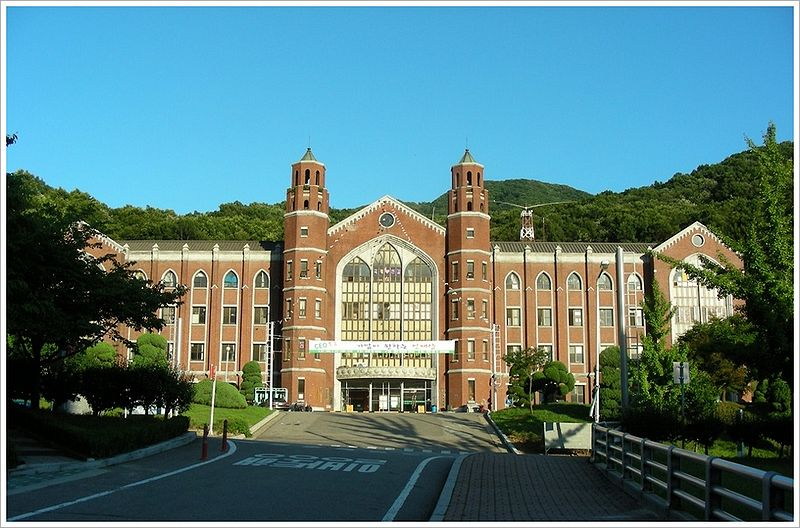
글로벌 캠퍼스 전경

한국외국어대학교(韓國外國語大學校, Hankuk University of Foreign Studies)는 대한민국 서울특별시 동대문구와 경기도 용인시 처인구에 있는 외국어 특성화 사립대학이다.

## 설명
13개 학부와 64개 학과를 두고, 세계 87개국 540여개 대학과 교육교류협정을 체결하고 있다. 서울캠퍼스에 경영대학, 사회과학대학, 상경대학, 법과대학, 영어대학, 서양어대학, 동양어대학, 중국학대학, 일본어대학, 사범대학, 국제학부, 대학원, 경영대학원, 정치행정언론대학원, 법학전문대학원, 통번역대학원, 국제지역대학원, 교육대학원, TESOL대학원 등이 있고, 용인에 자리한 글로벌 캠퍼스에 경상대학, 인문대학, 동유럽학대학, 어문대학, 공과대학, 자연과학대학 등이 있으며 Ai융합대학은 서울캠퍼스와 글로벌캠퍼스가 공동 운영한다. 양 캠퍼스는 통합되어, 하나의 학교로 운영되고 있다. 2024년 중복학과를 모두 폐지하였다. 그러나 아직 입결과 사회적 인식 등은 차이가 나는 상황이며 각 캠퍼스 입학 및 졸업 여부는 소속 학과를 통해 구분할 수 있다.단 중복학과 재학생이 전부 졸업시 본캠 졸업장과의 구분이 어려워질 수 있으므로 지원하려는 학생들은 주의하여야 한다.
창립자 김흥배 박사는 1952년 12월 문교부의 인가를 받아, 단독으로 학교법인 동원육영회를 설립하였다. 1954년 1월 한국외국어대학교의 설립인가를 받아, 4월 20일 서울특별시 종로2가 82번지 영보빌딩에서 개교하였다. 처음 설치된 학과는 영어과, 불어과, 중국어과, 독일어과, 러시아어과였으며 이듬해에 서반아어과를 증설했다. 현재의 한국외국어대학교에서 가르치는 언어는 총 45개로, 이는 프랑스 국립 동양어문화대 (이날코, INALCO) 93개, 러시아 므기모 (국립 모스크바 국제 관계 대학교) 56개에 이어 세계에서 3번째로 많은 것이다.
심볼마크는 미래, 생명, 성장, 희망의 뜻이 담긴 청록색 위에, 지구의 위도와 경도선이 국제화를 추구하는 대학목표의 상징으로서 나타나 있다. 그 위에 대학의 약칭인 '외대'의 자음을 딴 'ㅇ, ㄷ'이 그래픽화되어 올라간 모습을 띈다. 대학 교훈은 “진리, 평화, 창조”이다.

## 부속 기관
한국어문화교육원, 국제사회교육원, 외국어연수평가원, 출판부, FLEX센터, 통번역센터, TESOL 전문교육원이 있다.

## 개설 학과 · 전공
오래됨
학부와 대학원 과정이 모두 개설되어 있으며, 2011년 기준으로 개설되어 있는 과정은 현재 다음과 같다.

### 대학원 과정
한국외국어대학교 대학원은 1961년 개원하여 매 학기 통상 2차례의 입학전형을 실시, 신입생을 선발하고 있다.

#### 통번역대학원
2009년 10월 1일 개교 30주년을 맞았다. 통번역대학원은 8개 언어 동시통역이 가능한 230석 규모의 전용 국제회의장, 그리고 8개 언어 동시통역실 2개, 6개 언어 동시통역실습실 1개의 시설을 갖추고 있다. 또한, 한국외국어대학교 통번역대학원은 동양 최초의 세계통번역대학원협회(CIUTI) 회원교이다. 통번역대학원은 매우 까다로운 선발기준으로 유명하며, 선발은 오직 통번역 실기시험으로만 진행된다. 모집학과 중 합격자가 1학급 편성기준(7- 8명 내외)에 미달시는 해당학과를 개설하지 않을 수도 있는데, 이것은 정원을 정해 놓고 선발하는 것이 아니라 일정 수준을 넘는 학생들만 선발하기 때문에 일어나는 경우이다. 석사 과정과 박사 과정 모두 개설되어 있다.

#### 경영대학원
경영대학원은 실용적인 교과과정과 우수한 전임 교원의 책임감 있고 내실있는 교육으로 교육의 질을 높이는 데 주력하며 학습자 중심의 맞춤식 교육을 실현하고 있다. 특히 여러 경영학 세부전공 중에서도 국제경영 분야의 연구실적은 세계적인 수준이다. 또한 미국에서 성공적으로 기업을 운영하고 있는 한인 최고경영자들을 대상으로 Executive MBA 과정을 개설하여 2008년에 이미 미국 주요도시인 뉴욕, LA, 샌프란시스코 등에서 본 과정을 개최한 바 있다.

#### 정치행정언론대학원
정치행정언론대학원은 정책학에 대한 실무적인 연구를 강조하는 5학기제 야간 특수대학원으로 각급 관료, 국회 및 지방의회의원, 언론인 및 방송인, 광고 홍보 컨설턴트, 이익단체 종사자를 비롯하여 다양한 정책결정 과정에 참여하는 고급 정책결정자를 주요대상으로 교과과정을 편성, 글로벌 정보화 사회가 요구하는 인재를 양성하고 있다. 또한 국제항공전문가 양성분야 대학으로 선정되어 석사과정을 개설하여 어학은 물론 국제항공법·제도·국제관계 등의 심화된 교육을 통해 우리나라의 국제 활동 저변을 확대하는 인력 양성을 계획 중이다.

#### 법학전문대학원(Law School)
법학전문대학원은 국내법에 대한 법률적 식견과 외국어는 물론 외국의 문화와 지역사정에 밝은 국제지역법조인을 배출하는 것을 목표로 본교의 국제지역대학원, UN 평화대학 등과 연계한 국내 유일의 공동학위 과정을 실시하고, 해외 실전을 강화하기 위해 해외 연계 교육 및 각국 대사관 재외공관 및 해외 상사들과 구축한 학외 연수프로그램(Externship)을 실시하여, 법률시장 개방에 따른 경쟁력 있는 글로벌 전문법조인을 양성하고 있다. 국내외 각종 법적 자료가 구비되어 있는 법학 자료실과 모의 법정 등을 갖춘 전용 법학관이 있다.

#### TESOL대학원
TESOL(Teaching English to Speakers of Other Languages)대학원은 57년 영어교육 명문의 노하우를 기본으로 영어교수이론은 물론 실제적인 영어교수연습을 통해 이론과 실제가 통합되도록 가르치고 효과적인 영어교수방법을 새로이 개발하여 실험하고 있다.
- 영어교수학습지도학과
- 영어교육콘텐츠개발학과

#### 유엔평화대학(UPEACE) 공동학위과정
한국외국어대학교 국제지역대학원은 유엔평화대학(UPEACE)과 공동학위과정을 운영한다. 유엔평화대학은 유엔총회 결의(1980년 12월 5일)에 의하여 조약기구로 설립된 UN부설대학이며, 36개국의 비준을 얻은 국제기구이자 고등교육기관이다. 이 유엔평화대학 공동학위과정은 인권과 평화에 관련된 전문 인력을 양성하여 항구적인 세계 평화에 기여함을 목적으로 한다. 본 과정을 수료한 학생들은 한국외국어대학교와 유엔평화대학에서 동시에 2개의 석사학위를 취득하게 된다. 이에 대한 상징으로, 서울캠퍼스에는 유엔기가 게양되어 있다.

## 학생 활동

### 세계민속문화축전
세계 여러 나라의 언어와 문화를 공부하는 한국외국어대학교의 특성을 충분히 활용, 학생 자체적인 준비와 학교의 지원으로 학생과 학교의 협력을 통해 만드는 축제이다. 세계 20여 국가의 종합공연(민속음악, 민속춤, 뮤지컬)등을 일반인 및 주한 외국인들에게 전달하고 공연을 통하여 외대안에서 세계의 각종 문화를 홍보하는 장이기도 하다. 개교 17주년을 맞은 1971년 시작되어 매해 개교기념일을 전후해 개최되고 있다. 서울 캠퍼스와 글로벌 캠퍼스가 매년 번갈아가며 담당하였으나, 현재는 글로벌 캠퍼스에서만 행사를 담당하고 있다. 매년 3000~4000명의 관객을 동원하며, 주한 외국인 대사들과 같은 귀빈들로부터 또한 큰 관심을 받는다. 세계민속문화축전의 취지는 교내가 아닌 교외 무대를 통해 무대가 설치된 지역의 주민들에게 세계 각국의 문화와 한국외국어대학교를 홍보하며 공연을 통한 주한 외국인들과의 유대를 꾀함에 있다.

### HIMUN
대한민국 최초의 외국어 학술 행사인 모의 유엔(HIMUN; 하이문)은 유엔 체제의 가상모의실험이다. '국제평화와 인류의 안전을 위한 자유, 평등, 박애'라는 유엔의 기본이념을 바탕으로 국제화 세계화 시대를 선도하는 젊은이들의 학술의 장으로 모의유엔총회(The Model United Nations General Assembly)를 해마다 개최하고 있다. 1958년 최초 외국어 학술단체로 출범 이후 실제 UN총회형식을 빌어 매년 모의 유엔 총회를 개최하고 있다. '유엔 군축'이라는 의제로 1959년 개최된 첫 모의 유엔이 그 시작이다.
모의 유엔은 대학생들이 직접 참여하고 준비한다. 참여 학생은, 각국 대표(대사)들의 역할을 맡아서 현재 일어나고 있는 국제 문제에 대해 논의한다. 대학생 개인 개인이 각 국의 대표단으로써 국가의 입장을 표명하며 참가자들은 외교와 협상을 통해서 세계 기구가 복잡다단한 국제적 관심사를 처리할 수 있는 해결책을 모색한다. 다양한 배경을 가진 젊은이들이 직접적인 의사결정과정을 갖고, UN에서의 외교적 실무를 경험할 수 있는 교육적 활동에 참여한다는 점에서 모의 유엔은 높이 평가받고 있다.

### International Student Organization(국제학생회)
한국외대 ISO(International Student Organization·국제학생회)는 ‘1대1 매칭 버디 프로그램’을 진행하고 있다. 매 학기 외국인 유학생과 한국인 학생을 파트너로 맺어주는 프로그램으로 이번 학기에는 200여 명의 학생이 회원으로 가입했다. 외국인 학생과 한국인 학생 비율이 1대1에 가깝다.
ISO는 1대1 매칭에서 끝내지 않고 이들이 함께 어울릴 수 있는 자리도 정기적으로 마련하고 있다. 지난 10일 운동회가 성황리에 열렸고, 한 달에 한 차례씩 고궁과 문화유산을 답사하는 ‘필드 트립(Field Trip)’ 프로그램도 운영할 예정이다.